# 쓰가정
쓰가정(일본어: 都賀町)은 도치기현의 남부에 있는 시모쓰가군의 옛 정이다. 2010년 3월 29일, 도치기시, 오히라 정, 후지오카 정, 쓰가 정이 합병하여 도치기 시가 신설되었다.

## 역사
- 1889년 4월 1일 - 이에나카 촌, 아카쓰 촌이 성립하였다.
- 1955년 4월 1일 - 이에나카 촌, 아카쓰 촌이 합병해 쓰가 촌이 되었다.
- 1963년 11월 3일 - 정으로 승격해 쓰가 정이 되었다.
- 2010년 3월 29일 - 도치기 시, 오히라 정, 후지오카 정, 쓰가 정이 합병하여 도치기 시가 신설되었다.

## 교통

### 철도
- 도부 철도 닛코 선

### 도로
- 도호쿠 자동차도
- 국도 293호선